# Adam Goldstein
Adam Michael Goldstein, noto anche con lo pseudonimo di DJ AM (Filadelfia, 30 marzo 1973 – New York, 28 agosto 2009), è stato un disc jockey statunitense.
È stato membro del gruppo musicale Crazy Town, e ha collaborato agli album di vari artisti fra cui Madonna, Will Smith, Travis Barker dei Blink-182 e i Papa Roach.

## Biografia
Nato a Filadelfia da una famiglia ebrea, è stato soggetto durante l'infanzia alle violenze verbali di suo padre che soffriva di dipendenza dalle droghe. Lo stesso Goldstein ha in seguito dichiarato che suo padre è stato "incredibilmente crudele" nei suoi confronti. Durante l'adolescenza inizia anche lui ad assumere droghe, e viene mandato dalla madre in una clinica per la disintossicazione.
Raggiunti i 20 anni Goldstein decide di dedicarsi all'attività di DJ, dopo aver visto Herbie Hancock suonare la canzone “Rockit” ai Grammy Awards. In questo periodo continua a combattere contro la dipendenza dalle droghe, in particolare il crack. Dopo un tentativo di suicidio, fallito a causa della pistola inceppata si sottopone nuovamente a un tentativo di disintossicazione, stavolta frequentando i meeting degli AA.
Dopo la disintossicazione dimagrisce di 35 chili e inizia a esercitarsi costantemente nel djing. Goldstein inizia a ottenere lavori nelle discoteche più alla moda, e a lavorare come DJ per le feste di compleanno di vip di Hollywood come Tom Cruise e Leonardo DiCaprio. Sempre in quel periodo inizia a collaborare con la rock band Crazy Town, con cui incide il disco d'esordio The Gift of Game da cui è stato estratto il singolo di successo Butterfly.
Negli anni 2000 si dedica completamente all'attività di DJ, e diventa famoso presso il grande pubblico grazie alle sue relazioni con star dello spettacolo come Nicole Richie e Mandy Moore. Nel 2008 è coinvolto in un terribile incidente aereo: il jet privato su cui si trovava a bordo assieme a Travis Barker si schiantò al suolo lasciandolo gravemente ferito mentre due dei membri dell'equipaggio e due passeggeri morirono sul colpo.
Il 29 agosto 2009 Goldstein è stato trovato morto per overdose nel suo appartamento di SoHo, quartiere del borough newyorkese di Manhattan. Sul pavimento e in cucina, sono stati ritrovati del crack, alcune confezioni di pillole e molte ricette di farmaci. La sua morte ha creato grande scalpore, poiché Goldstein aveva spesso partecipato a campagne a favore della disintossicazione dalle droghe portando ad esempio la sua esperienza personale.

## Discografia
- Crazy Town - The Gift of Game
- DJ AM & Travis Barker - Fix Your Face (Vol. 1)
- DJ AM & Travis Barker - Fix Your Face (Vol. 2)
- Papa Roach - Infest